# Горный пейзаж с радугой
«Горный пейзаж с радугой» (нем. Gebirgslandschaft mit Regenbogen) — картина в стиле романтизма немецкого художника Каспара Давида Фридриха, написана в 1809 году и представляет собой живопись маслом на холсте размером 70×102 см. В настоящее время хранится в музее Фолькванг в Эссене.

## Описание
На переднем плане картины на заросшей травой плоской скале изображён путешественник, прислонившийся к валуну и опирающийся обеими руками на трость; в стороне у его ног лежит, брошенный им, чёрный цилиндр. На мужчине белые штаны и красная рубаха, контрастирующие с коричневато-серым оттенком фона. Фасон одежды выдаёт в нём горожанина. По краям плоской скалы, склонившимися в сторону фигуры на валуне, изображены деревья или кустарники. Путешественник смотрит в овраг, который не виден зрителям, кажется потому, что покрыт туманом. Левая и правая восходящие горы покрыты хвойными лесами.
В глубине среднего плана виден силуэт высокой горы, спрятавшейся в ночных сумерках. Небо покрывают густые тёмные облака, через щель в которых едва пробивается серебряный свет луны. Яркая радуга над силуэтом горы изображена серыми и жёлтыми красками.

## История создания
Возможно, на создание картины Каспара Давида Фридриха вдохновило путешествие через Германию и вдоль берегов Балтийского моря. Наблюдение за природой в этом путешествии позволило художнику написать идиллический пейзаж. Среди искусствоведов нет единого мнения по поводу даты написания картины. В 1940 году Курт Карл Эберлайн предположил, что она была написана в 1809 году. Гельмут Бёрш-Супан сначала считал более вероятной датой создания картины 1808 год, но после пришёл к заключению, что полотно было завершено в 1810 году. По мнению искусствоведов Вернера Р. Дойша и Зигрид Хинц картина была написана в 1825 и 1835 году соответственно.

## Провенанс
В 1810 году в Веймаре, при посредничестве Иоганна Вольфганга Гёте, полотно, вместе с другой картиной «Пейзаж с радугой» (1810), приобрёл Карл Август, великий герцог Саксен-Веймар-Эйзенаха. Затем под 1924 годом картина упоминается в описи художественного собрания в Веймаре. После Первой мировой войны революционное правительство Саксен-Веймар-Эйзенаха продало картину. В 1932 году её приобрёл Пауль Кассирер, чья частная галерея находилась в Берлине. С 1939 года полотно хранилось в Эссене в коллекции банкира Георга Хиршланда. В каталоге выставки в галерее Пауля Кассирера указаны размеры картины 88х69 см, так, как полоса 14 см в ширину была оставлена в сложенном состоянии. В 1939 году нацисты изъяли «Горный пейзаж с радугой» из коллекции Георга Хиршланда (банкир был евреем) и поместили картину в собрание музея Фолькванга. В 1945 году музей вернул полотно прежнему владельцу. В 1948 году, согласно завещанию Георга Хиршланда, картина была передана музею Фолькванга и снова вошла в его собрание.